# Тематски парк Теразије
Тематски парк Теразије је био парк историјског карактера у Београду у Србији. Налазио се у општини Нови Београд, у близини железничке станице. Планирало се да парк буде 18.000 м², са око 3.700 м² пешачких стаза и 3.000-4.5000 квадрата пословног простора.

## Изглед
Тема парка била је трг Теразије пре Другог светског рата. Састојао се из 10 објеката, међу којима су хотели Москва, Балкан и Касина. Изграђена је и велика фонтана као и трамвајске шине у дужини од 400 m. Такође направљено је и око 600 квадрата зелених површина.
Према плану у парку се налази 10 објеката и кулисе које оживљавају изглед током 1930-их. У кафанама и другим објектима планирано је да раде људи одевени у одећу из периода пре Другог светског рата. Планирано је да се у самом комплексу одржавају и изложбе, трибине и културно-уметнички догађаји. У парку је саобраћај био забрањен.

## Галерија слика
- изградња, 27.04.2012.
- Фонтана, тематски парк Теразије, 1920.
- Трамвај, 1920.